# 43. вечити дерби у фудбалу
43. вечити дерби у фудбалу је фудбалска утакмица одиграна у Београду 17. новембра 1968. године, између Црвене звезде и Партизана. Утакмица се завршила резултатом 6 : 1 (2 : 1) за Црвену звезду.